# Lycodonomorphus rufulus
Lycodonomorphus rufulus – gatunek węża z rodziny Lamprophiidae.
Osobniki tego gatunku osiągają rozmiary od 60 do 80 centymetrów. Najdłuższa zanotowana samica mierzyła 70,2 centymetra od czubka pyska do kloaki, samiec 55,2 centymetra. Samica składa 6 do 23 jaj pod koniec lata, po 60 do 65 dniach inkubacji wykluwają się młode węże mierzące od 20 do 22 centymetrów.
Węże te zamieszkują tereny Afryki Południowej (Zimbabwe, Mozambik, RPA, Eswatini, Lesotho, Botswana, Malawi).